# Eleição municipal de São Paulo em 2004
A eleição municipal da cidade brasileira de São Paulo ocorreu no dia 3 de outubro de 2004 para a eleição de um prefeito, um vice-prefeito e de 55 vereadores para a administração da cidade. Como o candidato a cargo majoritário não alcançou a maioria absoluta dos votos válidos, houve um novo escrutínio no dia 31 de outubro de 2004. O prefeito e o vice-prefeito eleitos assumiram os cargos no dia 1º de janeiro de 2005 e seus mandatos terminaram no dia 31 de dezembro de 2008.
14 candidaturas à prefeitura de São Paulo foram lançadas, com destaque para José Serra (que já havia sido candidato em 1988 e 1996, sendo derrotado em ambos); a então prefeita Marta Suplicy (candidata à reeleição, lançada com índices de aprovação positivos); o ex-prefeito e ex-governador Paulo Maluf (candidato em 1992, quando venceu o então senador Eduardo Suplicy, e em 2000, sendo derrotado por Marta Suplicy); a também ex-prefeita e deputada federal Luiza Erundina (que já havia sido candidata em 1988, quando venceu Maluf); o ex-prefeito de Osasco Francisco Rossi; e a deputada estadual Havanir Nimtz. 
Dentre os 55 vereadores eleitos, José Aníbal, do PSDB, foi o que recebeu mais votos, com um total de 165.880.

## Candidatos
| Candidato a Prefeito | Candidato a Prefeito                                     | Partido | Candidato a Vice-Prefeito | Candidato a Vice-Prefeito                         | Partido | Nº | Coligação                                               |
| -------------------- | -------------------------------------------------------- | ------- | ------------------------- | ------------------------------------------------- | ------- | -- | ------------------------------------------------------- |
|                      | Anaí Caproni Anaí Caproni Pinto                          | PCO     |                           | Júlio Marcelino Júlio Marcelino de Souza          | PCO     | 29 | Partido Isolado                                         |
|                      | Ciro Moura Ciro Tiziani Moura                            | PTC     |                           | Ulisses Batista Ulisses dos Santos Batista        | PSC     | 36 | Bandeira Paulista PTC, PSC, PTdoB e PRP                 |
|                      | Dirceu Travesso                                          | PSTU    |                           | Ana Rosa Minutti                                  | PSTU    | 16 | Partido Isolado                                         |
|                      | Francisco Rossi Francisco Rossi de Almeida               | PHS     |                           | Nelita Rocha Cornelita da Rocha Vidal de Carvalho | PHS     | 31 | Partido Isolado                                         |
|                      | Havanir Nimtz Havanir Tavares de Almeida Nimtz           | PRONA   |                           | Erivaldo Almeida Erivaldo Tavares de Almeida      | PRONA   | 56 | Partido Isolado                                         |
|                      | João Manuel João Manuel Baptista                         | PSDC    |                           | Regina Signore Regina Signore Zacanini            | PSDC    | 27 | Partido Isolado                                         |
|                      | José Luiz Penna José Luiz de França Penna                | PV      |                           | Lourdes Pinheiro Maria de Lourdes Pinheiro Simões | PV      | 43 | Partido Isolado                                         |
|                      | José Serra                                               | PSDB    |                           | Gilberto Kassab                                   | PFL     | 45 | Ética e Trabalho PSDB, PFL e PPS                        |
|                      | Luiza Erundina Luiza Erundina de Sousa                   | PSB     |                           | Michel Temer Michel Miguel Elias Temer Lulia      | PMDB    | 40 | Compromisso com São Paulo PSB, PMDB e PMN               |
|                      | Marta Suplicy Marta Teresa Smith de Vasconcellos Suplicy | PT      |                           | Rui Falcão Rui Goethe da Costa Falcão             | PT      | 13 | União por São Paulo PT, PCdoB, PRTB, PTN, PSL, PTB e PL |
|                      | Osmar Lins Peroba Osmar de Oliveira Lins                 | PAN     |                           | Toby Auad Antônio Auad                            | PAN     | 26 | Partido Isolado                                         |
|                      | Paulo Maluf Paulo Salim Maluf                            | PP      |                           | Curiati Júnior Antônio Salim Curiati Júnior       | PP      | 11 | Partido Isolado                                         |
|                      | Paulinho da Força Paulo Pereira da Silva                 | PDT     |                           | Juarez Soares Juarez Soares Almeida               | PDT     | 12 | Partido Isolado                                         |
|                      | Prof. Walter Canoas José Walter Canoas                   | PCB     |                           | Isabel Piragibe Isabel Luiza Piragibe             | PCB     | 21 | Partido Isolado                                         |

## Resultados

### Prefeito
| Candidato(a)                | Vice                     | 1º turno 3 de outubro de 2004 | 1º turno 3 de outubro de 2004 | 2º turno 31 de outubro de 2004 | 2º turno 31 de outubro de 2004 |
| Candidato(a)                | Vice                     | Total                         | Percentagem                   | Total                          | Percentagem                    |
| --------------------------- | ------------------------ | ----------------------------- | ----------------------------- | ------------------------------ | ------------------------------ |
| José Serra (PSDB)           | Gilberto Kassab (PFL)    | 2.686.396                     | 43,56%                        | 3.330.179                      | 54,86%                         |
| Marta Suplicy (PT)          | Rui Falcão (PT)          | 2.209.264                     | 35,82%                        | 2.740.152                      | 45,14%                         |
| Paulo Maluf (PP)            | Curiati Júnior (PP)      | 734.580                       | 11,91%                        | Não participaram               | Não participaram               |
| Luiza Erundina (PSB)        | Michel Temer (PMDB)      | 244.090                       | 3,96%                         | Não participaram               | Não participaram               |
| Paulinho da Força (PDT)     | Juarez Soares (PDT)      | 86.549                        | 1,40%                         | Não participaram               | Não participaram               |
| Francisco Rossi (PHS)       | Nelita Rocha (PHS)       | 77.957                        | 1,26%                         | Não participaram               | Não participaram               |
| Havanir Nimtz (PRONA)       | Erivaldo Almeida (PRONA) | 47.579                        | 0,77%                         | Não participaram               | Não participaram               |
| José Luiz Penna (PV)        | Lourdes Pinheiro (PV)    | 43.868                        | 0,71%                         | Não participaram               | Não participaram               |
| Osmar Lins (PAN)            | Antônio Auad (PAN)       | 16.339                        | 0,26%                         | Não participaram               | Não participaram               |
| Dirceu Travesso (PSTU)      | Ana Rosa Minutti (PSTU)  | 8.394                         | 0,14%                         | Não participaram               | Não participaram               |
| Ciro Moura (PTC)            | Ulisses Batista (PTC)    | 6.111                         | 0,10%                         | Não participaram               | Não participaram               |
| Walter Canoas (PCB)         | Isabel Piragibe (PCB)    | 3.138                         | 0,05%                         | Não participaram               | Não participaram               |
| João Manuel Baptista (PSDC) | Regina Signore (PSDC)    | 1.627                         | 0,03%                         | Não participaram               | Não participaram               |
| Anaí Caproni (PCO)          | Júlio Marcelino (PCO)    | 1.479                         | 0,02%                         | Não participaram               | Não participaram               |
| Total de votos válidos      | Total de votos válidos   | 6.167.371                     | 100,00%                       | 6.070.331                      | 100,00%                        |
| Votos apurados              |                          |                               |                               |                                |                                |
| Votos válidos               | Votos válidos            | 6.167.371                     | 93,31%                        | 6.070.331                      | 94,74%                         |
| Votos em branco             | Votos em branco          | 151.598                       | 2,29%                         | 95.921                         | 1,50%                          |
| Votos nulos                 | Votos nulos              | 290.414                       | 4,40%                         | 241.217                        | 3,76%                          |
| Total de votos apurados     | Total de votos apurados  | 6.609.383                     | 100,00%                       | 6.407.469                      | 100,00%                        |
| Eleitores                   |                          |                               |                               |                                |                                |
| Comparecimento              | Comparecimento           | 6.609.383                     | 85,05%                        | 6.407.469                      | 82,45%                         |
| Abstenções                  | Abstenções               | 1.162.120                     | 14,95%                        | 1.364.034                      | 17,55%                         |
| Total de eleitores          | Total de eleitores       | 7.771.503                     | 100,00%                       | 7.771.503                      | 100,00%                        |

| Partido | Partido | Candidato            | Votos     | Votos (%) |
| ------- | ------- | -------------------- | --------- | --------- |
|         | PSDB    | José Serra           | 2 686 396 | 43,56%    |
|         | PT      | Marta Suplicy        | 2 209 264 | 35,82%    |
|         | PP      | Paulo Maluf          | 734 580   | 11,91%    |
|         | PSB     | Luiza Erundina       | 244 090   | 3,96%     |
|         | PDT     | Paulinho da Força    | 86 549    | 1,4%      |
|         | PHS     | Francisco Rossi      | 77 957    | 1,26%     |
|         | PRONA   | Havanir Nimtz        | 47 579    | 0,77%     |
|         | PV      | José Luiz Penna      | 43 868    | 0,71%     |
|         | PAN     | Osmar Lins           | 16 339    | 0,26%     |
|         | PSTU    | Dirceu Travesso      | 8 394     | 0,14%     |
|         | PTC     | Ciro Moura           | 6 111     | 0,1%      |
|         | PCB     | Walter Canoas        | 3 138     | 0,05%     |
|         | PSDC    | João Manuel Baptista | 1 627     | 0,03%     |
|         | PCO     | Anaí Caproni         | 1 479     | 0,02%     |
| Totais  | Totais  | Totais               | 6 167 371 |           |

| Partido | Partido | Candidato     | Votos     | Votos (%) |
| ------- | ------- | ------------- | --------- | --------- |
|         | PSDB    | José Serra    | 3 330 179 | 54,86%    |
|         | PT      | Marta Suplicy | 2 740 152 | 45,14%    |
| Totais  | Totais  | Totais        | 6 070 331 |           |